# Molí d'en Barri
El Molí d'en Barri és un antic molí del poble de Bigues, en el terme municipal de Bigues i Riells, al Vallès Oriental. L'edifici actual fou construït al segle xviii, possiblement sobre una estructura anterior, i reformat significativament al segle xix.
Està situat a l'esquerra del Tenes, a prop de l'extrem de llevant del terme. Queda a la part meridional del Polígon Industrial Can Barri.